# Тованд
Тованд — пресноводное озеро на территории сельского поселения Зареченск Кандалакшского района Мурманской области.

## Общие сведения
Площадь озера — 9,9 км², площадь водосборного бассейна — 531 км². Располагается на высоте 139,0 метров над уровнем моря.
Форма озера лопастная, продолговатая: оно почти на восемь километров вытянуто с северо-запада на юго-восток. Берега изрезанные, каменисто-песчаные, преимущественно возвышенные,скалистые, местами заболоченные.
Через озеро течёт река Каменная, впадающая в Ковдозеро, через которое протекает река Ковда, впадающая, в свою очередь, в Белое море.
С северо-восточной стороны в Тованд впадает протока, вытекающая из озера Копыт.
В озере расположено около полусотни безымянных островов различной площади, рассредоточенных по всей площади водоёма, однако их количество может варьироваться в зависимости от уровня воды.
Юго-восточную оконечность Тованда огибает ветка железной дороги Ручьи-Карельские — Алакуртти. У северо-западной оконечности водоёма проходит автодорога местного значения, ответвляющаяся от трассы 47А-001 («Салла»).
Населённые пункты вблизи водоёма отсутствуют.
Код объекта в государственном водном реестре — 02020000611102000001396.